# Siknäsfortet
Siknäsfortet är ett tidigare militärt armébatteri och nuvarande militärmuseum beläget vid Hömyrberget på Siknäshalvön i Kalix kommun i Norrbotten, Sverige. Fortet var en del av Kalixlinjen och byggdes under kalla kriget som ett svar på hotet om invasion från Warszawapakten via norra Finland. Fortet består av en underjordisk anläggning och är idag öppet för allmänheten som museum.

## Historia
Under 1950-talet oroade sig Sverige för ett väpnat krig mellan NATO och Warszawapakten. En sannolik invasionsväg för Sovjetunionen bedömdes vara genom norra Finland och in i Norrbotten. För att skydda Sveriges nordligaste djuphamn vid Töre och förhindra en fientlig framryckning mot Boden via E4, uppfördes fyra armébatterier i Siknäs mellan 1953 och 1960.
Forten benämndes torn A, B, C och D. De två förstnämnda finns bevarade medan C och D har rivits och plomberats. Fullt bemannade kunde forten tillsammans hysa över 300 soldater.

## Beväpning och teknik
Huvudbevapningen bestod av 15,2 cm artilleripjäser från pansarkryssaren HMS Fylgia, som moderniserades och installerades i dubbeltorn på varje fort. Kanonerna kunde effektivt skjuta upp till 17 km och avfyrades från roterande kanontorn skyddade mot kemvapen och napalm.
Forten var skyddade mot ABC-stridsmedel och utformade för att kunna motstå en kärnvapenexplosion. De var försedda med luftslussar, saneringsrum, förråd, stridsledningscentraler, reservkraft, och boende för soldaterna i flera våningar under jord.

## Stridsledningscentralen
Stridsledningen skedde från ett underjordiskt kontrollrum med en cirkulär karta där målkoordinater från eldledare togs emot och översattes till eldgivning. Order om siktlinje och laddning skickades till kanontornen via telefon. Kommunikation via radio fanns som backup.

## Nedläggning och återbruk
Siknäsfortet avvecklades under 1990-talet. Två av anläggningarna återställdes som museum. Torn A exteriört och interiört. Torn B exteriört. Idag erbjuder museet guidade turer genom fortet och ett kompletterande ubåtsmuseum i Töre hamn, där miniubåten HMS Spiggen II visas.

## Museiverksamhet
Siknäsfortet är öppet sommartid med fasta turer, och grupper kan boka året om. Utöver guidade visningar erbjuds boende, konferanser, café och utställningar om kalla kriget och den svenska beredskapen. Torn A är även utrustat med fullt fungerande kanoner (licensierade, men ej i bruk).